# Давыденки (Кировская область)
Давыденки — упразднённая в 1987 году деревня в Унинском районе (современном Унинском муниципальном округе) Кировской области России. Входил на год упразднения в состав Канахинского сельсовета? (ныне Канахинский сельский округ). На карте 2021 года обозначена как урочище.

## География
Деревня находилась в юго-восточной части Кировской области, в зоне хвойно-широколиственных лесов, на правом берегу реки Сардык, на расстоянии приблизительно 9 километров (по прямой) к юго-востоку от посёлка городского типа Уни, административного центра района.
Абсолютная высота — 131 метр над уровнем моря.

### Климат
Климат характеризуется как умеренно континентальный, с умеренно холодной снежной зимой и тёплым летом. Среднегодовая температура — 1,5 °C. Средняя температура воздуха самого холодного месяца (января) составляет −14,7 °C (абсолютный минимум — −45 °С); самого тёплого месяца (июля) — 18,1 °C (абсолютный максимум — 37 °С). Годовое количество атмосферных осадков — 533 мм.

## История
Упразднён 09.03.1987